# Zlatograd
Zlatograd (Bulgaars: Златоград) is een stad in de oblast Smoljan in het zuiden van Bulgarije. Zlatograd is tevens de hoofdstad van de gelijknamige gemeente Zlatograd (10.798 inwoners op 31 december 2018). Zlatograd ligt aan de voet van het Rodopegebergte en is niet ver van de  Griekse grens verwijderd (5 kilometer). De afstand tussen Zlatograd en  Smoljan is zo'n 60 kilometer. Sinds 15 januari 2010 is er een grensovergang met het Griekse dorp Thermes in de gemeente Myki.
De letterlijke vertaling van Zlatograd betekent Gouden stad.

## Geografie
Zlatograd ligt in het zuiden van het Rodopegebergte. De stad ligt 300 kilometer ten zuidoosten van  Sofia en op 60 kilometer van de regionale hoofdstad  Smoljan. Het hoogste punt in Zlatograd is de zogenaamde ‘Boetsjovitsa-piek’ (1407 meter boven de zeespiegel). 

#### Grenzen
De gemeente ligt in het zuidoostelijke deel van de  oblast Smoljan.  Met een oppervlakte van 171 km2 is het de op een na kleinste gemeente van Smoljan. De gemeente Zlatograd grenst in het westen aan de gemeente Roedozem; in het noordwesten aan de gemeente Madan; in het noorden aan de gemeente Nedelino; in het noordoosten aan de gemeente Dzjebel; in het oosten aan de gemeente Kirkovo en in het zuiden aan de Helleense Republiek.

#### Temperatuur
De gemiddelde jaarlijkse luchttemperatuur is 10,8 ° C met een maximum van 20,6 ° C in juli en een minimum van -0,8 ° C in januari, wat wijst op een gematigde zomer en een relatief milde winter.  

## Bevolking
In de eerste helft van de twintigste eeuw groeide de bevolking van Zlatograd in een snel tempo. Na de val van het communisme hebben de stad Zlatograd en de nabijgelegen dorpen echter te kampen met een dramatische bevolkingsafname. Tussen 1985 en 2020 heeft de gemeente Zlatograd al meer dan een derde deel van het inwonersaantal verloren.

#### Bevolkingssamenstelling
De bevolking van Zlatograd en de nabijgelegen 8 dorpen bestaat hoofdzakelijk uit etnische Bulgaren. Volgens de volkstelling van 2011 identificeerden zo’n 98% van de inwoners van de gemeente Zlatograd zichzelf als etnische Bulgaren. Er leven ook enkele tientallen  Turken, vooral in de stad Zlatograd. 

### Religie
De laatste volkstelling werd uitgevoerd in februari 2011 en was optioneel. Van de 12 321 inwoners reageerden er slechts 4 875 op de volkstelling. Van deze 4 875 ondervraagden waren er 1.241 moslim, 1.151 orthodox-christelijk, 710 ongodsdienstig en 39 protestants. De rest van de bevolking had een andere geloofsovertuiging of heeft helemaal geen religieuze overtuiging opgegeven. 
| Religieuze samenstelling in februari 2011 | Religieuze samenstelling in februari 2011 | Religieuze samenstelling in februari 2011 | Religieuze samenstelling in februari 2011 | Religieuze samenstelling in februari 2011 |
| ----------------------------------------- | ----------------------------------------- | ----------------------------------------- | ----------------------------------------- | ----------------------------------------- |
|                                           |                                           |                                           |                                           |                                           |
| Bulgaars-Orthodoxe Kerk                   | Bulgaars-Orthodoxe Kerk                   |                                           | 23,61%                                    | 23,61%                                    |
| Katholieke Kerk                           | Katholieke Kerk                           |                                           | 0,00%                                     | 0,00%                                     |
| Protestantisme                            | Protestantisme                            |                                           | 0,80%                                     | 0,80%                                     |
| Islam                                     | Islam                                     |                                           | 25,46%                                    | 25,46%                                    |
| Geen                                      | Geen                                      |                                           | 14,56%                                    | 14,56%                                    |
| Anders/ Onbekend                          | Anders/ Onbekend                          |                                           | 35,57%                                    | 35,57%                                    |

In 2021 reageerden 9.687 van de 9.768 inwoners op de optionele volkstelling, waarvan 2.136 moslim (22%) en 1.151 christelijk (12%).

## Gemeentelijke kernen
De gemeente Zlatograd bestaat uit de onderstaande 9 plaatsen:
- Alamovtsi
- Tsatsarovtsi
- Dolen
- Erma Reka
- Koesjla
- Presoka
- Startsevo
- Strasjimir
- Zlatograd (hoofdplaats)

Banite · Borino · Devin · Dospat · Madan · Nedelino · Roedozem · Smoljan · Tsjepelare · Zlatograd